# جان دال
جان دال (انگلیسی: John Dall؛ ۲۶ مهٔ ۱۹۱۸ – ۱۵ ژانویهٔ ۱۹۷۱) یک هنرپیشه اهل ایالات متحده آمریکا بود.

## زندگی
جان دال تامپسون، آخرین فرزند چارلز تامپسون جنر درگذشته ۱۹۲۹ و همسرش هنری (موسوم به وورتینگتون) در سال ۱۹۲۰ در شهر نیویورک زاده شد. پدر او یک مهندس عمران بود که برخی از منابع به اشتباه نام وی را در زمان تولد جان تامپسون جانر ثبت کرده‌اند. اکثر منابع، از جمله سوابق سرشماری، گذرنامه مسافرت‌های خارجی وی و آگهی در گذشتش در روزنامه نییویورک تایمز، بر تولد وی در سال ۱۹۲۰ تأکید داشته‌اند، اما در برخی از منابع، همچنان سال تولد وی ۱۹۱۸ اشاره شده است. برادر بزرگتر او، وورتینگتون تامپسون، یک ستوان با درجه عالی در تیم ۵۱۷ رزمی هنگ چتر نجات بود. تاریخ نگاران فیلم، همچون ویلیام جی مان و کارن باروز هنسبری در یادداشتی آورده‌اند که وی همجنسگرا بوده است، اما وی در سال ۱۹۴۰ با زنی ازدواج کرد که عمر این ازدواج دیری نپایید.
جان دال در درجه اول یک بازیگر صحنه‌ای تئاتر موفق و در درجه دوم، بازیگر دو فیلم به یاد ماندنی تاریخ سینماست. نباید فراموش کرد که او، قاتل سرد فکر طناب آلفرد هیچکاک در ۱۹۴۸ و پلنگ خندان در دیوانه تفنگ در سال ۱۹۵۰ است و او همچنین نقش قابل توجهی را در اسپارتاکوس استنلی کوبریک بر عهده داشته است.
از فیلم‌ها یا برنامه‌های تلویزیونی که وی در آن نقش داشته است می‌توان به اسپارتاکوس، طناب، دیوانه تفنگ اشاره کرد.

## تلویزیون
در اکتبر سال 1950، دال معتقد بود که بازی بازیگران تلویزیونی که تکنیک بازیگری را بهتر درک کرده اند،‌ بهتر از بازی بازیگران فیلم صورت می پذیرد، اما به هر روی در این قسمت، واکنش و پاسخ مخاطب، برای ارزیابی بازیگر مورد نیاز است.در اواخر سال 1950، او در نمایش صحنه ای «مرد» به کارگردانی توسط مل دینلی به همراه گلادیس جرج در شهر لس آنجلس  به روی صحنۀ تئاتر رفت. روزنامۀ لس آنجلس تایمز در آن زمان پیرامون بازی دال در این نمایش نوشت: «او نقش خود را با اعتماد به نفس خارق العاده ای ایفا می کند.» در سال 1952، دال در فیلم های تلویزیونی با نام  «قلب شتابزده»، «گرامرسکی شبح» ، «ماه آبی» ، «مردی که به شام آمد» و در سال ۱۹۵۳ نیز در فیلم «متولد دیروز» ظاهر شد.

## مرگ
دال، در نوامبر ۱۹۷۰ در حالی که از شهر لندن بازدید می‌کرد از ساختمانی سقوط کرد و دچار حمله قلبی شد و چندی بعد در خانه‌اش در بورلی هیلز کالیفرنیا در تاریخ ۱۵ ژانویه سال ۱۹۷۱ در سن ۵۰ سالگی درگذشت و بدن او برای تشریح و استفاده در تدریس به دانشگاه علوم پزشکی اهدا شد.

## آثار
ذرت سبز است (۱۹۴۵)
چیزی در باد (۱۹۴۷)
بخش دیگری از جنگل (۱۹۴۸)
طناب (۱۹۴۸)
دیوانه تفنگ (۱۹۵۰)
مردی که خودش را فریب داد (۱۹۵۰)
اسپارتاکوس (۱۹۶۰)
آتلانتیس، قاره از دست رفته (۱۹۶۱)